# 減税日本・反TPP・脱原発を実現する党
減税日本・反TPP・脱原発を実現する党（げんぜいにっぽん・はんティーピーピー・だつげんぱつをじつげんするとう、英語: Tax Cuts Japan – Anti-TPP – Zero Nuclear Party）は、かつて存在した日本の政治団体である。略称は脱原発。

## 概要
国民新党を離党し無所属として活動していた亀井静香元金融担当相と、民主党を離党した山田正彦元農水相が中心となり、2012年（平成24年）12月16日に投票日となっている第46回衆議院議員総選挙のため、11月19日に「反TPP・脱原発・消費増税凍結を実現する党」（略称 反TPP）として結成を表明した。山田は代表、亀井は幹事長に就任する見込みであった。
会見では、今後、反TPPを主要政策とする小沢一郎が代表を務める国民の生活が第一や、亀井静香と旧知の亀井亜紀子が共同代表を務めるみどりの風、あるいは民主党内の反TPP勢力と連携していくことを目指すことも表明したが、翌日の11月20日に、山田が東京都内で記者団に対して「政策を同じくするところとの合流が狙いだ。今、小さな新党を作っただけでは意味がない」と発言し意見を一変、当面の新党結成を見送ることを明かした。結成表明前の11月14日には亀井・山田が社民党離党を検討していた阿部知子衆議院議員、みどりの風の谷岡郁子共同代表らと会談し、みどりへの合流について協議したが、見送りとなった。18日には亀井・山田は阿部に新党への参加を打診したが、断られていた。
その後、11月22日に減税日本と「減税日本・反TPP・脱原発を実現する党」（略称 脱原発）を結成することに同意した。河村たかしと山田正彦が共同代表に、幹事長には亀井静香が就くとしていた。また、結党記者会見の場で、新党代表の山田は「国民の生活が第一と、どういう連携、合流をしていけるかを相談しなければいけない。中道リベラルを追う仲間の集まりを作りたい」と述べ、今後、国民の生活が第一との合流も検討していることを明らかにしていた。なお、この新党には、減税日本に離党届を提出したが日本維新の会の公認が得られなかったために離党を諦めた小林興起も参加するとしていた。11月26日、平山泰朗が入党を表明した。同日には次期衆院選の1次公認者20人を発表した。

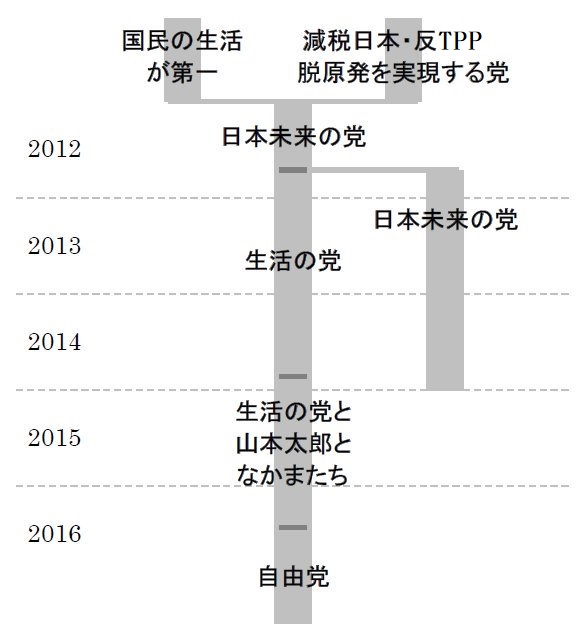
日本未来の党の系譜

この新党は結果的に、嘉田由紀子滋賀県知事が11月27日に立ち上げた日本未来の党に、小沢一郎率いる国民の生活が第一とともに、同日に合流することが決定した。
衆議院解散から衆議院議員総選挙実施までの国会閉会中に結党から解党へと至ったため、「減税日本・反TPP・脱原発を実現する党」に所属する議員として国会へ出席した者はいなかった。また、「反TPP・脱原発・消費増税凍結を実現する党」と「減税日本・反TPP・脱原発を実現する党」はどちらも政党結成を総務省に届け出ていない。これは短期間に政党の改変があったことに加えて、その短い期間中に3連休があり役所が休みだったことが理由であると小泉俊明が説明している。

## 政策
重点政策は、党名の通り、反環太平洋戦略的経済連携協定（TPP）・脱原発・消費増税凍結であった。
他には、新自由主義からの脱却、国土の均衡発展、友好を前提とした自主外交、沖縄在日米軍基地問題と向き合う、などが綱領として挙げられていた。